# Копытов, Николай Сергеевич
Копытов Николай Сергеевич — старший прапорщик Вооружённых сил Российской Федерации. Герой России (2015).

## Биография
Родился 5 июня 1988 году в селе Кольчуг, ныне Пермский край. Его родители были гражданскими, однако Николай решил выбрать профессию военнослужащего. В 2009 году поступил на контракт в Вооружённые силы Российской Федерации, начал свою службу в 1065-м гвардейском артиллерийском полку 98-й гвардейской воздушно-десантной дивизии (г. Кострома). После окончания автотранспортного техникума получил звание прапорщика. В 2015 году героически выполнил поставленную задачу в составе своей дивизии. Закрытым указом Президента Российской Федерации от 20 января 2015 года гвардии прапорщику Копытову Николаю Сергеевичу присвоено звание Героя Российской Федерации. После награждения продолжил службу. После окончания КГУ присвоено офицерское звание лейтенант в 2021 году.